# C/2019 Y4 (ATLAS)
C/2019 Y4 (ATLAS) — комета, яка була відкрита 28 грудня 2019 року за допомогою системи телескопів ATLAS. На час відкриття мала зоряну величину 19,63m. Абсолютна зоряна величина комети разом із комою становить 15,3m.

## Параметри орбіти
Афелій комети знаходиться на відстані 394 а. о. від Сонця, велика піввісь орбіти — 197 а. о. Ексцентриситет орбіти — 0,9987, нахил орбіти — 45,3°. Період обертання навколо Сонця — 2767,68 року.
Очікується, що комета досягне перигелію 31 травня 2020 р. У цей момент вона перебуватиме на відстані 0,25 а. о. від Сонця — всередині орбіти Меркурія. Поблизу нього комета пройде по сузір'ях Жирафа й Персея, досягши зоряної величини принаймні 6m — тобто її буде дуже складно побачити неозброєним оком.